# Abla (Vorname)
Abla ist ein weiblicher Vorname.

## Herkunft und Bedeutung
Der arabische Vorname عبلة / ʿAbla bedeutet „füllig/vollschlank“. Der arabische Dichter Antara aus dem 7. Jahrhundert widmete einen Großteil seiner Gedichte einer Frau namens Abla.
Zudem ist ein westafrikanischer Vorname Abla in der Sprache der Akan überliefert, siehe Akan-Vorname.
Auf Türkisch bedeutet Abla „ältere Schwester“ und wird häufig als respektvolle Anrede einer Frau gegenüber verwendet.

## Namensträgerinnen
- Abla al-Kahlawi (1948–2021), Dekanin der Fakultät für Islamische und Arabische Studien am Frauencollege der al-Azhar-Universität in Ägypten
- Abla Khairy (* 1961), ägyptische Langstreckenschwimmerin